# Tågeforlygte
En tågeforlygte udgøres af lygter monteret på eller indlejret i forenden af en bil eller andet køretøj. De sidder som regel adskilt fra nærlyset eller sammen med dette. Eftersom lamperne ikke er afskærmede, opleves de som stærkere end nærlyset og kan derfor blænde andre trafikanter. Tågeforlygterne tændes ved hjælp af en kontakt på instrumentbrættet. Som oftest tændes en kontrollampe på instrumentbrættet når tågeforlygterne er tændt for at minde føreren om det.